# تنش (مکانیک)
 در مکانیک محیط‌های پیوسته، تَنِش یا اِسترِس (به انگلیسی: Stress) مقداری فیزیکی است. تنش نیروهای داخلی ای را نشان می‌دهد که ذرات یک ماده پیوسته در مجاورت یکدیگر به هم وارد می‌کنند، در حالی که تغییرشکل معیاری برای اندازه‌گیری تغییرشکل مواد است. به عنوان مثال، هنگامی که یک نوار عمودی جامد، از وزن بالای سرش پشتیبانی می‌کند، هر ذره به ذرات پایینتر از خود نیز نیرویی فشاری اعمال می‌کند. هنگامی که یک مایع در یک محفظه بسته تحت فشار قرار دارد، به هر ذره از طرف تمام ذرات اطراف آن فشار وارد می‌شود. دیوارهای ظرف و سطح فشار-محرک (مانند یک پیستون) در واکنشی نیوتونی، به آن‌ها نیز فشار وارد می‌کند. این نیروهای ماکروسکوپی در حقیقت نتیجه خالص تعداد بسیار زیادی نیروهای بین مولکولی و برخورد بین ذرات موجود در آن مولکول‌ها است. استرس به‌طور معمول با حرف سیگما کوچک یونانی (σ) نشان داده می‌شود.
فشار درون یک ماده ممکن است به‌وسیلهٔ مکانیسم‌های مختلفی به‌وجود بیاید، به عنوان مثال تنشی که توسط نیروهای خارجی به مواد حجیم (مانند نیروی جاذبه) یا به سطح آن وارد می‌شود (مانند نیروهای تماسی، فشار خارجی یا اصطکاک). هر گونه کرنش (تغییر شکل) در یک ماده جامد باعث ایجاد تنش کشسان داخلی، مشابه نیروی واکنش یک فنر می‌شود، که تمایل دارد ماده را به حالت غیر تغییرشکل یافته اصلی خود بازگرداند. در مایعات و گازها، فقط تغییر شکل‌هایی که باعث تغییر حجم شوند، تنش کشسان مداوم ایجاد می‌کنند. با این حال، اگر تغییر شکل به تدریج با گذشت زمان تغییر کند، حتی در مایعات نیز مقداری تنش لزجت وجود خواهد داشت که با این تغییر مخالفت کند. تنش‌های کشسان و لزجت معمولاً تحت عنوان استرس مکانیکی نامیده می‌شوند.

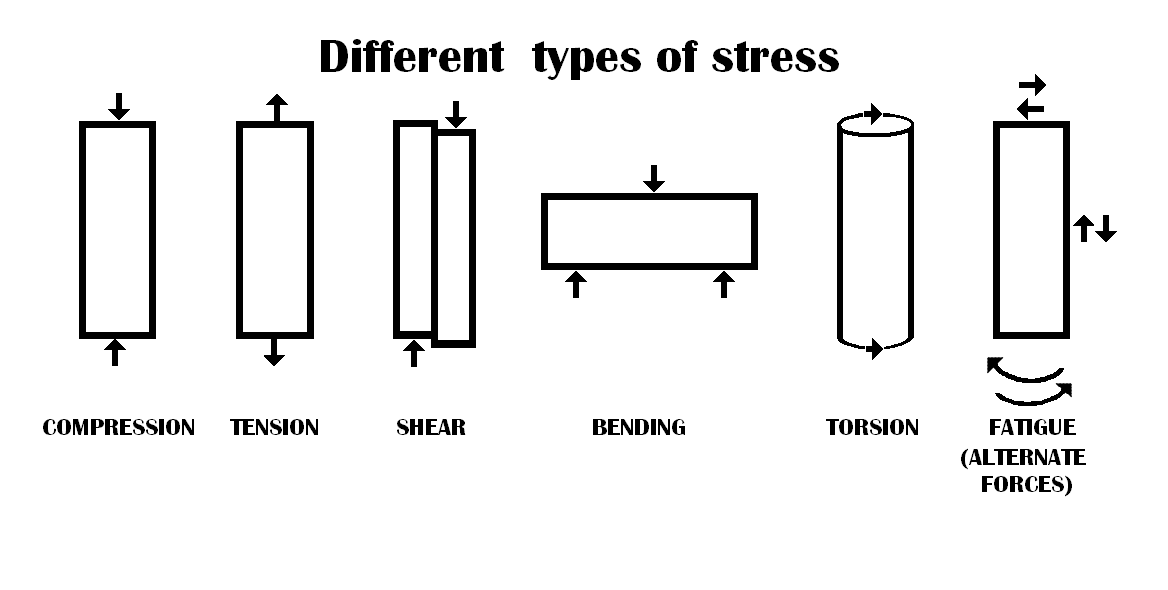
تنش مکانیکی

تنش‌های قابل توجه ممکن است حتی زمانی که تغییر شکل به خصوصی نیز وجود ندارد، وجود داشته باشد. (یک فرض رایج هنگام مدل‌سازی جریان آب). تنش ممکن است در غیاب نیروهای خارجی نیز وجود داشته باشد؛ به عنوان مثال، در بتن پیش ساخته و شیشه حرارت دیده ، اینگونه تنش‌های درونی مهم هستند. تنش ممکن است بدون اعمال نیروهای خالص نیز به وجود آید، به عنوان مثال با تغییر دما، ترکیب شیمیایی یا میدانهای الکترومغناطیسی خارجی (مانند مواد پیزوالکتریک و مغناطیس محدودکننده) تنش می‌تواند به یک ماده تحمیل شود.
رابطه بین تنش مکانیکی، تغییر شکل و نرخ تغییر شکل می‌تواند کاملاً پیچیده باشد؛ هرچند تقریب خطی برای تغییرات به اندازه کافی کوچک مناسب و قابل استفاده است. تنشی که از حداستحکام در مواد بیشتر شود، منجر به تغییر شکل دائمی (مانند جریان پلاستیک، شکست، حفره زایی) یا حتی تغییر ساختار کریستالی و ترکیب شیمیایی آن می‌شود.
در برخی از شاخه‌های مهندسی، اصطلاح استرس گاه در معنایی ضعیف تر به عنوان مترادفی برای «نیروی داخلی» به کار می‌رود. به عنوان مثال، در تجزیه و تحلیل خرپاها، تنش ممکن است به نیروهای کششی یا نیروهای فشاری که بر روی یک تیر عمل می‌کنند، اشاره کند، نه به نیروی تقسیم شده بر مساحت سطح مقطع آن تیر.

## تاریخچه

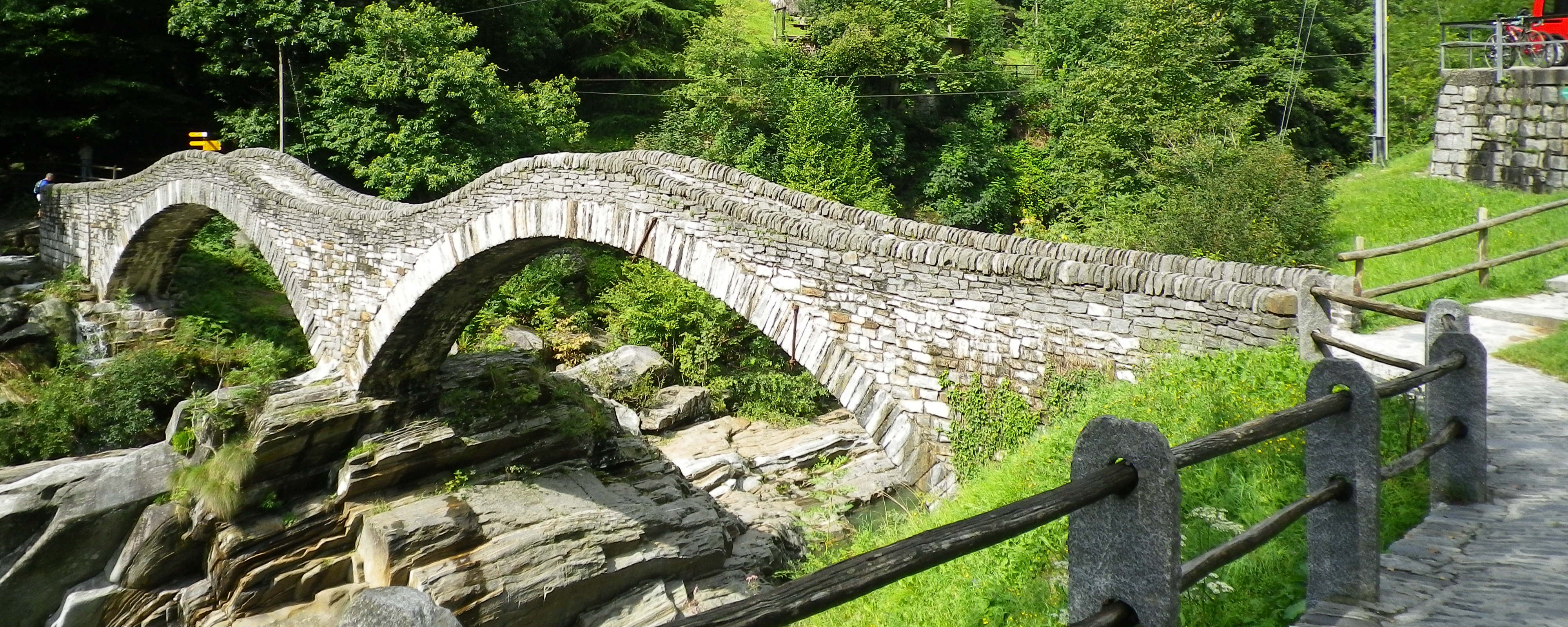
پلی از تمدن رومی در سوئیس

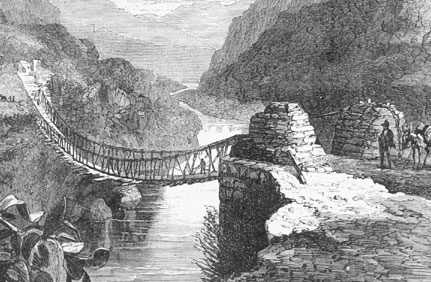
پل اینکا بر روی رودخانه آپوریماک

از گذشته‌های دور، بشر آگاهانه از تنش درون مواد مطلع بوده‌است. تا قرن هفدهم، درک تنش تا حد زیادی شهودی و تجربی بود. با این حال، همان درک شهودی وتجربی، به برخی فن آوری‌هایی که به طرز تعجب آوری پیشرفته بودند، مانند کمان‌های ترکیبی و شیشه‌گری منجر شد.

## خلاصه

### تعریف
تنش به عنوان نیرویی در محدوده ای «کوچک» در واحد سطح آن محدوده، برای همه جهت‌گیری‌های آن تعریف شده‌است. تنش از یک مقدار فیزیکی اساسی (نیرو) و یک مقدار هندسی خالص (مساحت) ناشی می‌شود. همچنین تنش مقداری اساسی مانند سرعت، گشتاور یا انرژی است که بدون در نظر گرفتن صریح ماهیت ماده یا دلایل فیزیکی به وجودآورنده آن اندازه‌گیری و تجزیه و تحلیل می‌شود.
به‌طور کلی، تنش T که یک ذره P روی یک ذره Q دیگر در سطح S اعمال می‌کند، می‌تواند هر جهتی نسبت به S داشته باشد. بردار T می‌تواند به عنوان مجموع دو مؤلفه در نظر گرفته شود: تنش نرمال (فشاری یا کششی) عمود بر سطح، و تنش برشی که به موازات سطح است.

### تنش نرمال و برشی
اگر بردار عمود واحد n از سطح (با جهت‌گیری از Q به P) ثابت در نظر گرفته شود، مؤلفه عادی را می‌توان تنها با یک عدد که حاصل ضرب داخلی (نقطه ای) T · n است، توصیف کرد. این عدد، اگر P در حال «کشیدن» Q باشد (تنش کششی) مثبت ، و اگر P درحال «هل دادن» Q باشد (تنش فشاری) منفی است.
در این صورت مولفه برشی، بردار T − (T · n)nخواهد بود.

### واحدهای اندازه‌گیری
ابعاد تنش همانند ابعاد فشار است و بنابراین معمولاً مختصات آن در همان واحدهایی که فشار اندازه‌گیری می‌شود، اندازه‌گیری می‌شود: یعنی پاسکال (Pa، یعنی نیوتن بر متر مربع) در سیستم بین‌المللی یکاها یا پوند بر اینچ مربع (psi) در سیستم انگلیسی از آنجا که تنش‌های مکانیکی به راحتی از یک میلیون پاسکال عبور می‌کنند، MPa، که مخفف مگاپاسکال است، یک واحد معمول در محاسبه تنش است.

### علل و اثرات
تنش در یک ماده ممکن است به دلایل مختلف فیزیکی، از جمله تأثیرات خارجی و فرآیندهای فیزیکی درونی باشد. برخی از این عوامل (مانند گرانش، تغییر در دما و فاز و میدانهای الکترومغناطیسی) بر روی بخش حجمی ماده عمل می‌کنند، و به‌طور مداوم با موقعیت و زمان تغییر می‌یابند. عوامل دیگر (مانند بارهای خارجی و اصطکاک، فشار محیط و نیروهای تماسی) ممکن است تنش و نیروهایی ایجاد کنند که در سطوح، خطوط یا نقاط خاصی متمرکز شده و احتمالاً در فواصل زمانی بسیار کوتاه (مانند ضربه‌ها به دلیل برخورد) اعمال شوند. در ماده فعال، پیشرانش ذرات میکروسکوپی باعث ایجاد پروفایل تنش ماکروسکوپی می‌شود. به‌طور کلی، توزیع تنش در یک جسم به عنوان یک تابع پیوسته چندضابطه ای از فضا و زمان بیان می‌شود.

## تنش ساده
در برخی شرایط، تنش درون بدنه ممکن است توسط یک عدد یا یک بردار منفرد (یک عدد و یک جهت)، به‌طور قابل قبولی توصیف شود. سه وضعیت با چنین تنش‌های ساده ای، که اغلب در طراحی‌های مهندسی با آن روبرو می‌شوند؛ عبارتند از:تنش عمودی تک محوره، تنش برشی ساده و تنش عمودی ایزوتروپیک.

تنش در یک میله مستقیم و مقطع یکنواخت.

یک حالت معمول با یک الگوی سادهٔ تنش، هنگامی است که یک میله مستقیم، با ماده ای همگن و سطح مقطع ای ثابت، توسط نیروهایی با اندازه {\displaystyle F} در امتداد محورش، در معرض تنش قرار می‌گیرد. اگر سیستم در حالت تعادل قرار داشته باشد و در حالت پایا باشد و از وزن میله صرف نظر شود، از طریق هر بخش عرضی از میله، بخش بالایی باید قسمت پایینی را با نیرویی مشابه F پایین بکشد؛ به صورت پیوسته روی تمام سطح مقطع A. بنابراین، تنش σ در سراسر نوار، در هر سطح افقی، می‌تواند به سادگی با یک عدد σ بیان شود، که صرفاً با بزرگی نیروها، F و سطح مقطع، A محاسبه می‌شود . {\displaystyle \sigma ={\frac {F}{A}}} از طرف دیگر؛ اگر به صورت فرضی میله را به موازات محورش برش دهیم، هیچ نیرویی (در نتیجه هیچ تنشی) بین دو سطح برش یافته وجود نخواهد داشت.
این نوع تنش ممکن است تنش عمودی (ساده) یا تنش تک محوره نامیده شود. به‌طور خاص، تنش کششی (تک محوره، ساده و غیره). اگر بار در نوار فشاری باشد، در عوض کشیدن آن، تحلیل آن مشابه است به جز اینکه نیروی F و تنش {\displaystyle \sigma } تغییر علامت می‌دهند و تنش را تنش فشاری می‌گویند.

نسبت ممکن است تنها نشان دهنده میانگین مقدار تنش باشد. تنش ممکن است به‌طور ناموزون در سطح مقطع (m - m) توزیع شود، به خصوص در نزدیکی قسمت‌های پایانی (n - n).

این تجزیه و تحلیل فرض می‌کند که تنش به صورت مساوی در سطح مقطع توزیع شده‌است. در عمل، بسته به نحوه متصل شدن میله در دو سر انتهایی و نحوه تولید آن، این فرض ممکن است معتبر نباشد. در این حالت، مقدار {\displaystyle \sigma } = F / A فقط تنش میانگین خواهد بود، که به آن تنش اسمی یا تنش مهندسی می‌گویند. با این وجود، اگر طول میله (L) چند برابر قطر(D) آن باشد و هیچ نقص ناخوشایندی یا هیچ تنش داخلی در آن نباشد، می‌توان فرض کرد که استرس بر روی هر سطح مقطع که بیش از چند برابر D از دو سر میله فاصله داشته باشد به‌طور یکنواخت توزیع می‌شود. (این مشاهدات به عنوان اصل سن ونا شناخته می‌شود).

### تنش برشی ساده

تنش برشی در یک نوار افقی که توسط دو بلوک افست بارگذاری شده‌است.

نوع ساده دیگری از تنش هنگامی ایجاد می‌شود که یک لایه یکنواخت ضخیم از مواد الاستیک مانند چسب یا لاستیک به‌طور محکم به دو بدنه سخت و محکم وصل شود که توسط نیروهای موازی با لایه، در جهت‌های مخالف کشیده می‌شوند. یا بخشی از نوار فلزی نرم که توسط فکهای ابزار قیچی مانند بریده می‌شود. بزرگی آن نیروها را F در نظر بگیرید و M را خط میانی آن لایه. دقیقاً مانند حالت تنش عمودی، بخشی از لایه در یک طرف از M باید قسمت دیگر را با همان نیروی F بکشد. با فرض اینکه جهت نیروها مشخص باشد، تنش در سراسر M می‌تواند به سادگی توسط تک عدد {\displaystyle \tau } بیان شود، که به وسیله فرمول زیر محاسبه می‌شود: {\displaystyle \tau ={\frac {F}{A}}}